# Papiro 6
Papiro 6 (en la numeración de Gregory-Aland), designado por {\displaystyle {\mathfrak {P}}}6 o por ε 021 (en la numeración de von Soden), es una copia temprana fragmentaria de El Nuevo Testamento en griego y copto (Akhmimic). Es un manuscrito en papiro del Evangelio según Juan que se ha fechado paleográficamente en el siglo IV. El manuscrito también contiene texto de la Primera Epístola de Clemente, que la Iglesia copta trata como un libro canónico del Nuevo Testamento. La mayor parte del códice se ha perdido.
El texto griego del códice tiene varias variaciones inusuales con respecto a las versiones modernas.

## Descripción
El códice contiene texto de la Primera Epístola de Clemente en copto (dialecto Akhmimic) en las primeras 26 páginas del manuscrito, la Epístola copta de Santiago en las páginas 91–99, y el Evangelio griego y copto de Juan en la página 100. Las páginas 27–90 no han sobrevivido. Alrededor de 25 páginas contenían el resto del texto de la Primera Epístola de Clemente y una página de texto de Santiago 1:1-12, pero había unas 28 páginas con contenido desconocido. Según Friedrich Rösch, no hay espacio para la Segunda Epístola de Clemente.
El tamaño original de las páginas probablemente mide 28 cm por 15 cm. Según la reconstrucción, el texto del códice se escribió en una columna por página, 30 líneas por página. Está escrito en letras unciales. Los nomina sacra están escritos de manera abreviada (ις, θυ).
Han sobrevivido unos 200 fragmentos del códice. 15 fragmentos de las cuatro hojas originales contienen el texto griego del Evangelio de Juan.
Contenido
El texto griego del códice contiene:
Evangelio según Juan 10:1-2,4-7. 9-10; 11:1-8,45-52.
El texto copto (Akhmimic) del códice contiene:
Primera Epístola de Clemente 1:1-26:2; Juan 10:1-12,20; 13:1-2,11-12; Santiago 1:13-5:20.

## Texto

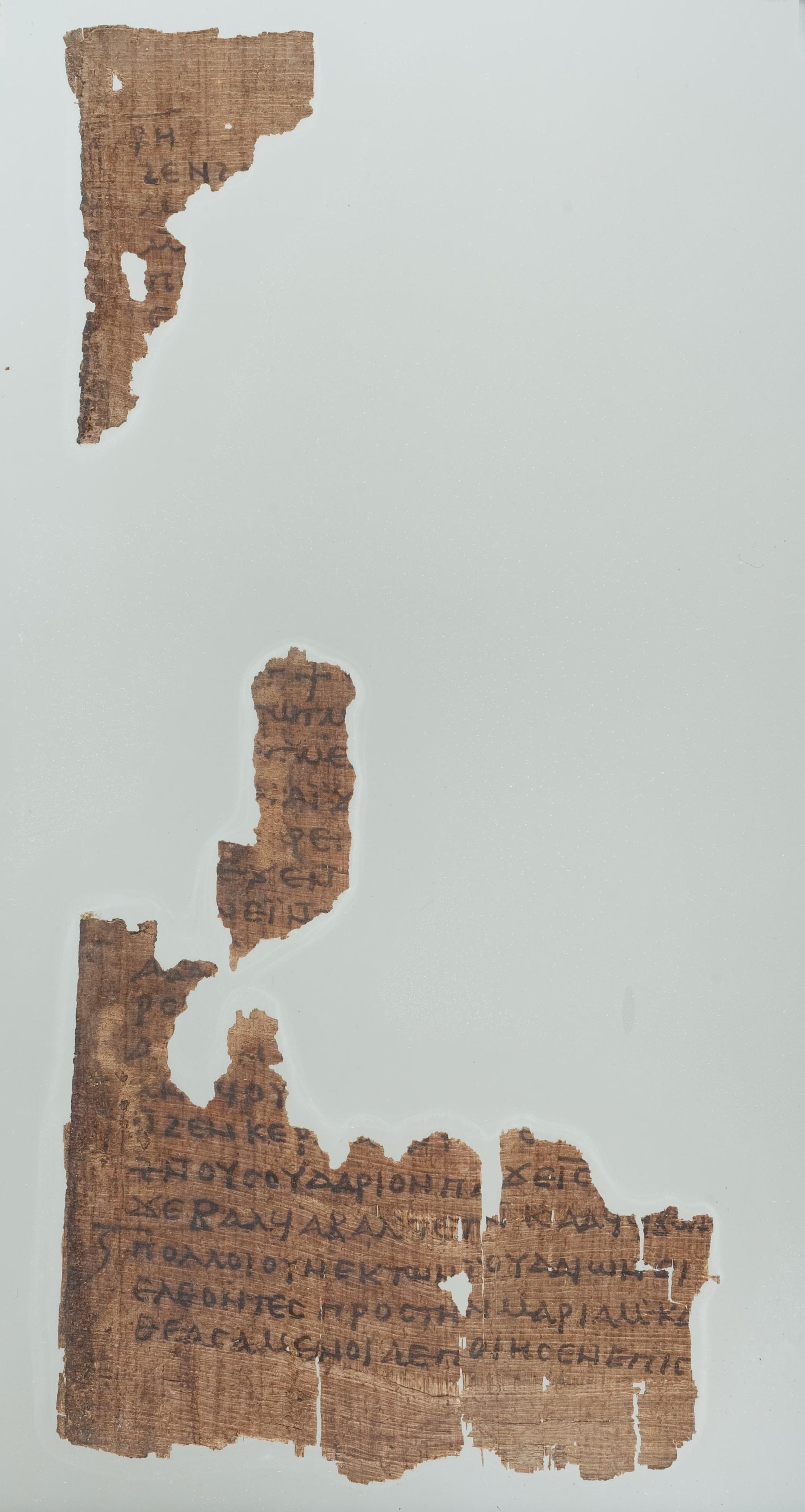
Fragmentos con el texto de Juan 11:45

El texto griego de este códice es una representación del tipo textual alejandrino. Kurt Aland lo ubicó en Categoría II de los manuscritos del Nuevo Testamento, por tener algunas lecturas peculiares.
[τευσαν εις αυτον τιν]ες δε εξ αυ
[των απηλθον προς τ]ο̣υ̣ς φαρισαιους
[και ειπαν αυτοις α] επ̣ο̣ιησεν ις̅
[συνηγαγον ουν οι αρ]χι̣ερεις
[και οι φαρισαιοι συνεδριο]ν̣ και ελε
[γον τι ποιουμεν οτι ουτο]ς̣ ο̣ α̣ν̣θρ̣ω̣
[πος πολλα ποιει σημεια] εαν
[αφωμεν αυτον ουτως] παντες̣
[πιστευσουσιν εις αυτον] κ̣αι ελευ
[σονται οι ρωμαιοι και αρο]υ̣σιν ημων
[και τον τοπον και το εθνο]ς̣·
[εις δε τις εξ αυτων καια]φας
[αρχιερευς ων του ενιαυτο]υ̣ εκειν[ου
ειπεν αυτοις υ]με[ις ουκ] ο̣ιδατ̣[ε
ουδεν ουδε λο]γ̣ι̣ζε̣[σθε ο]τ̣ι συμ
[φερει υμιν ι]ν̣[α εις αν]θ̣ρω
[πος αποθαν]η̣ υ[περ του λαο]υ̣
[και μη ολον το] ε[θνος αποληται του
το δε αφ εαυτου] ουκ ε̣[ιπεν] α̣λλα̣
[αρχιερευς ων] του ε[νια]υ̣του̣ εκ̣[ει
νου επροφητευσεν οτι ε]μ̣ελ̣λ̣ε̣[ν
ις̅ αποθνησκειν υπερ το]υ̣ εθ̣[νους]
[και ουχ υπερ του εθνους μονον
αλλ ινα και τα τεκ]ν̣α του [θ]υ̣̅ [τα
διεσκορπισμενα] συναγαγη ε̣ι̣ς ε̣ν̣

## Lectura adicional
- Friedrich Rösch, Bruchstücke des ersten Clemensbriefes nach dem achmimischen Papyrus der Strassburger Universitäts- und Landesbibliothek (Strasbourg, 1910), pp. 1–160.
- Gregory, Caspar René (1909). Textkritik des Neuen Testaments. 3. Leipzig: J. C. Hinrichs'sche Buchhandlung. pp. 1085–1086.
- Gregory, Caspar René (1908). Die griechischen Handschriften des Neuen Testament. Leipzig: J. C. Hinrichs'sche Buchhandlung. p. 46.
- Peter M. Head, The Habits of New Testament Copyists Singular Readings in the Early Fragmentary Papyri of John, Biblica 85 (2004), p. 406–407.